# 킬 유어 프렌즈
킬 유어 프렌즈(Kill Your Friends)는 영국에서 제작된 오웬 해리스 감독의 2015년 스릴러 영화이다. 니콜라스 홀트 등이 주연으로 출연하였고 그레고리 카메론 등이 제작에 참여하였다.

## 출연

### 주연
- 니콜라스 홀트
- 제임스 코든

### 조연
- 조지아 킹
- 크레이그 로버츠
- 로잔나 아퀘트
- 짐 피독
- 조셉 묠
- 데미언 몰로니
- 브론슨 웹
- 엘라 스미스
- 에드 스크레인
- 톰 라일리
- 휴 스키너
- 모리츠 블라이브트로이
- 에드워드 호그
- 알 위버
- 이예바 안드레예바이테
- 에릭 헤이든

## 제작진
- 원작자: 존 니븐
- 라인프로듀서: 마샬 리비튼
- 미술: 샬럿 피어슨
- 의상: 수지 콜타드
- 배역: 콜린 존스